# Embassy Court

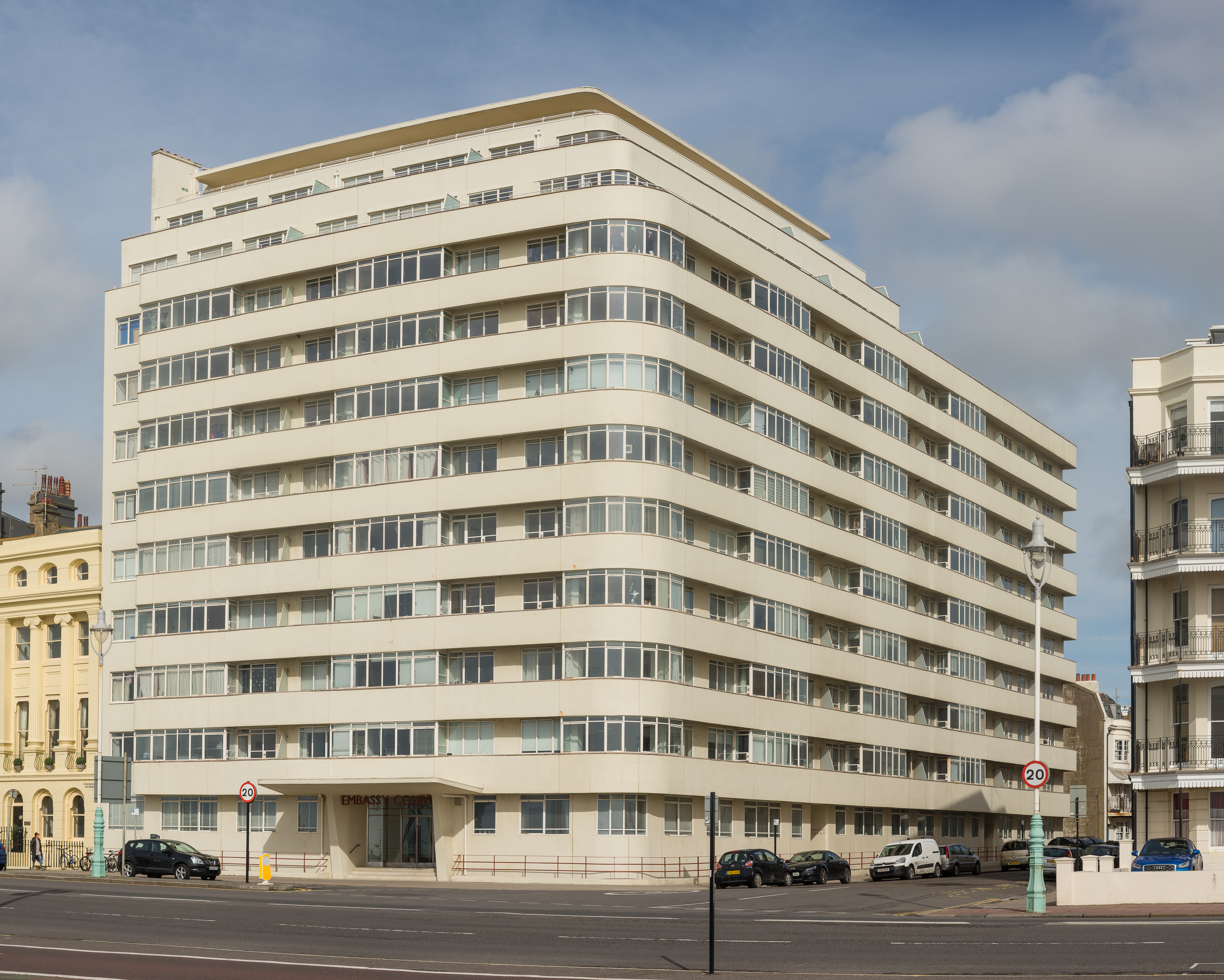
Embassy Court 2017 efter renoveringen

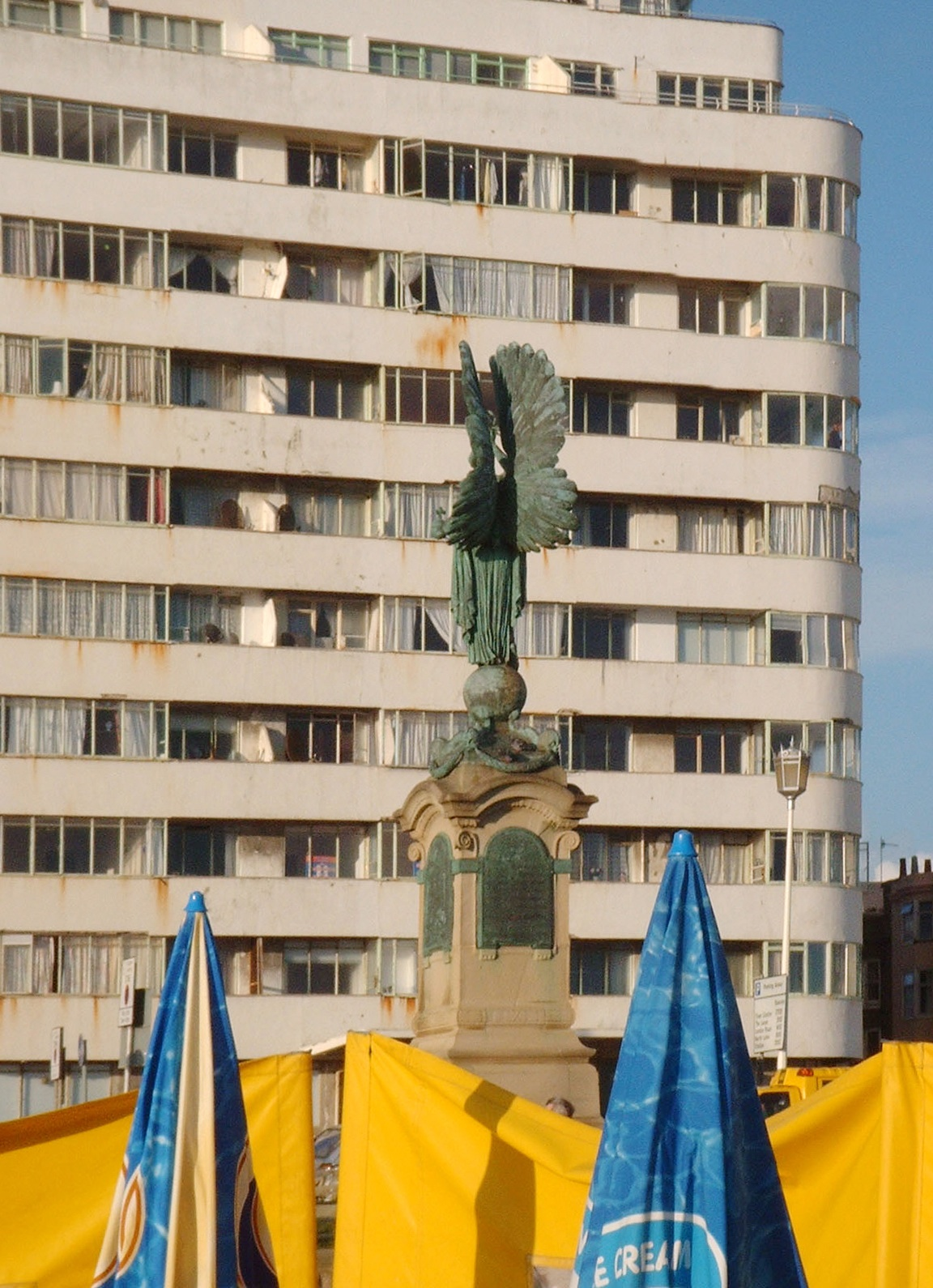
Embassy Court 2001 före renoveringen

Embassy Court är ett modernistiskt tolv våningar högt bostadshus i Brighton invigt 1936. Byggnaden var ett av de första modernistisk byggnadsverken i Storbritannien och ritades av arkitekt Wells Coates 1934. Byggnaden ligger vid strandpromenaden nära den gamla stadsgränsen mellan Brighton och Hove. Huset är i dag kulturminnesmärkt.

## Byggnaden
Byggnaden är en tidig modernistisk betongbyggnad i hög grad präglad av Coates idéer om det moderna livet. Han ansåg att det moderna livet skulle vara rörligt, och han byggde in hyllor och skåp i lägenheten. Allting som människorna verkligen behövde, porslin, sängkläder, kläder, böcker och musik,  var saker som kunde l transporteras från bostad till bostad. I sin egen lägenhet hade Coates kuddar på golvet istället för soffor. Stor vikt lades vid insidan, rummen skulle vara ljusa och sammanbundna, för att skapa en känsla av öppenhet. Byggnaden har en strömlinjeformad fasad med fönsterband och längsgående balkonger.

## Renoveringen
Under efterkrigstiden minskade byggnadens popularitet och renoveringar under 1960-talet förändrade byggnadens utseende. Förfallet ökade från 1980-talet och framåt då  ägarbyte skedde vid ett antal tillfällen utan att någon av de nya ägarna som ordnade med det eftersatta underhållet. Den förfallna byggnaden renoverades dock till sin forna glans 2006, då den återfick sitt ursprungliga utseende. Byggnaden är idag Grade:II*-listat, vilket innebär att den har den nästa högsta skyddsklassen en brittisk byggnad kan få.

## Arkitekten
Wells Coates (1895-1958) var en i Japan född kanadensisk arkitekt, huvudsakligen verksam i England. Han skapade under 1930-talet flera uppmärksammade modernistiska byggnader, bland annat Isokon Building från 1934 som hyresgästen Agatha Christie jämförde med en oceanångare på grund av den klara och strikta arkitekturen.

## Bilder

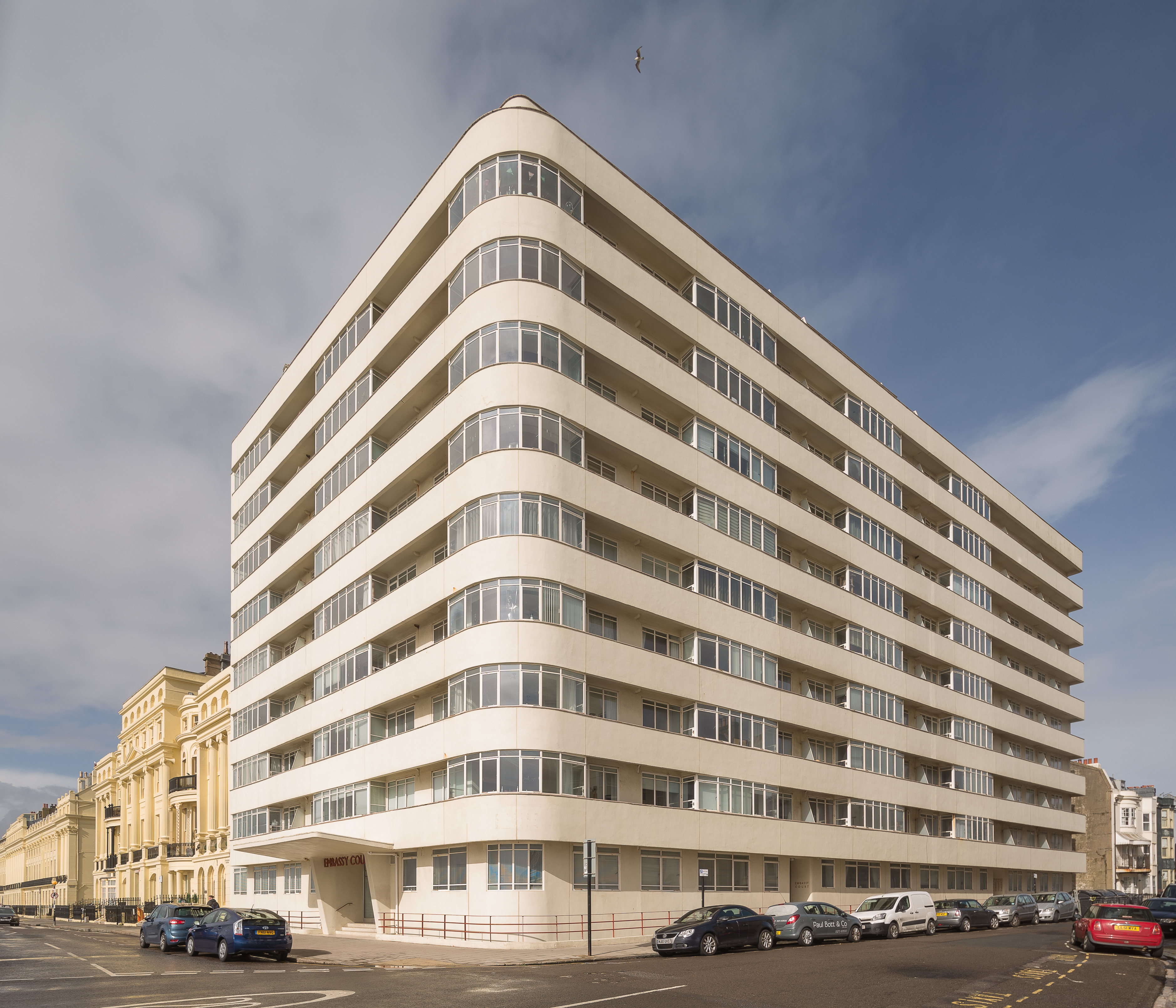
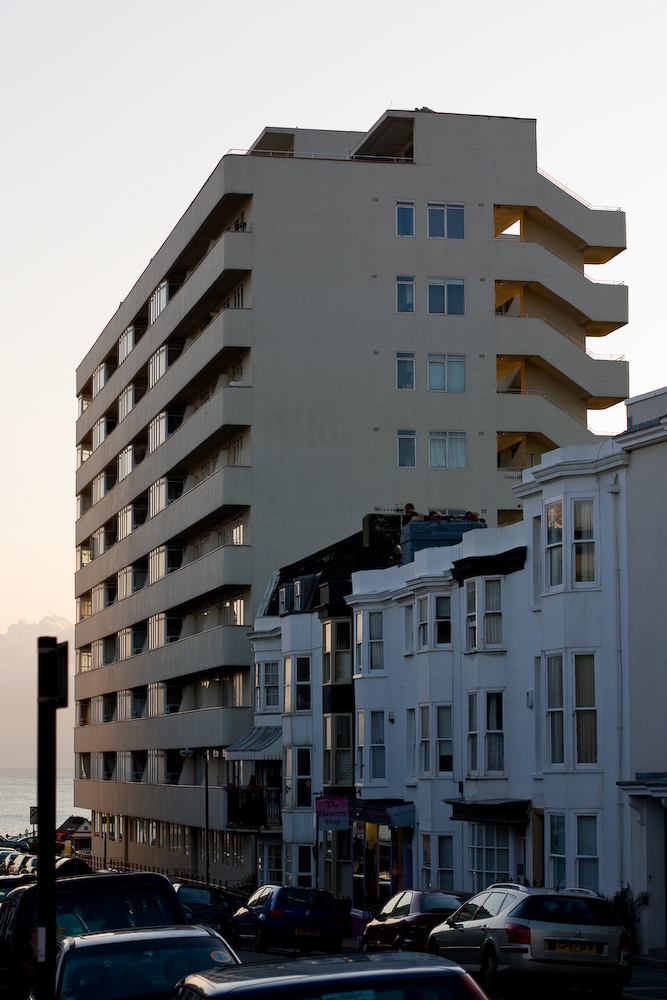
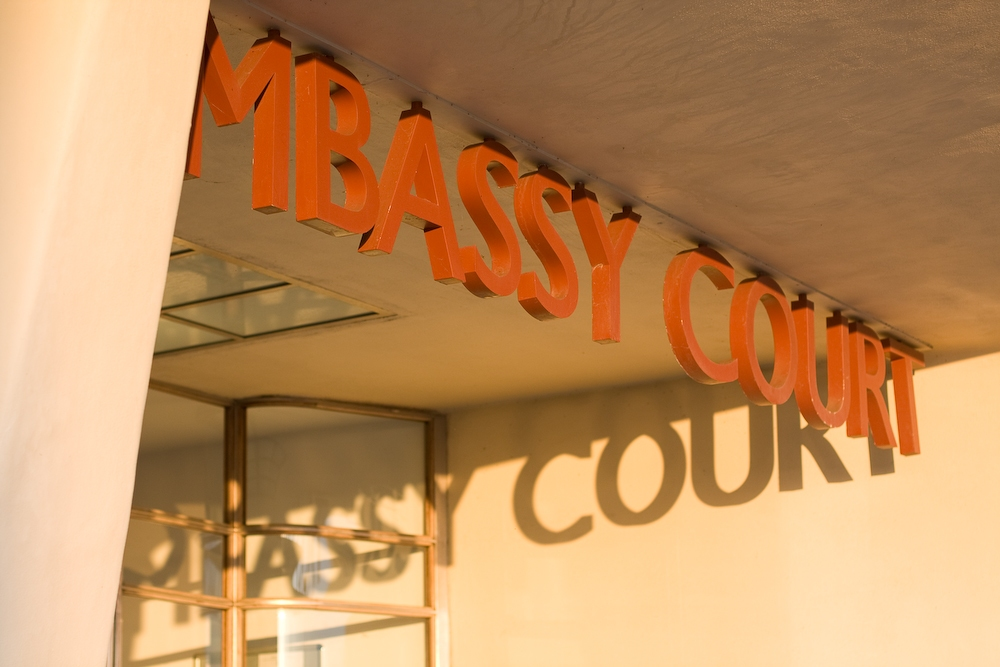
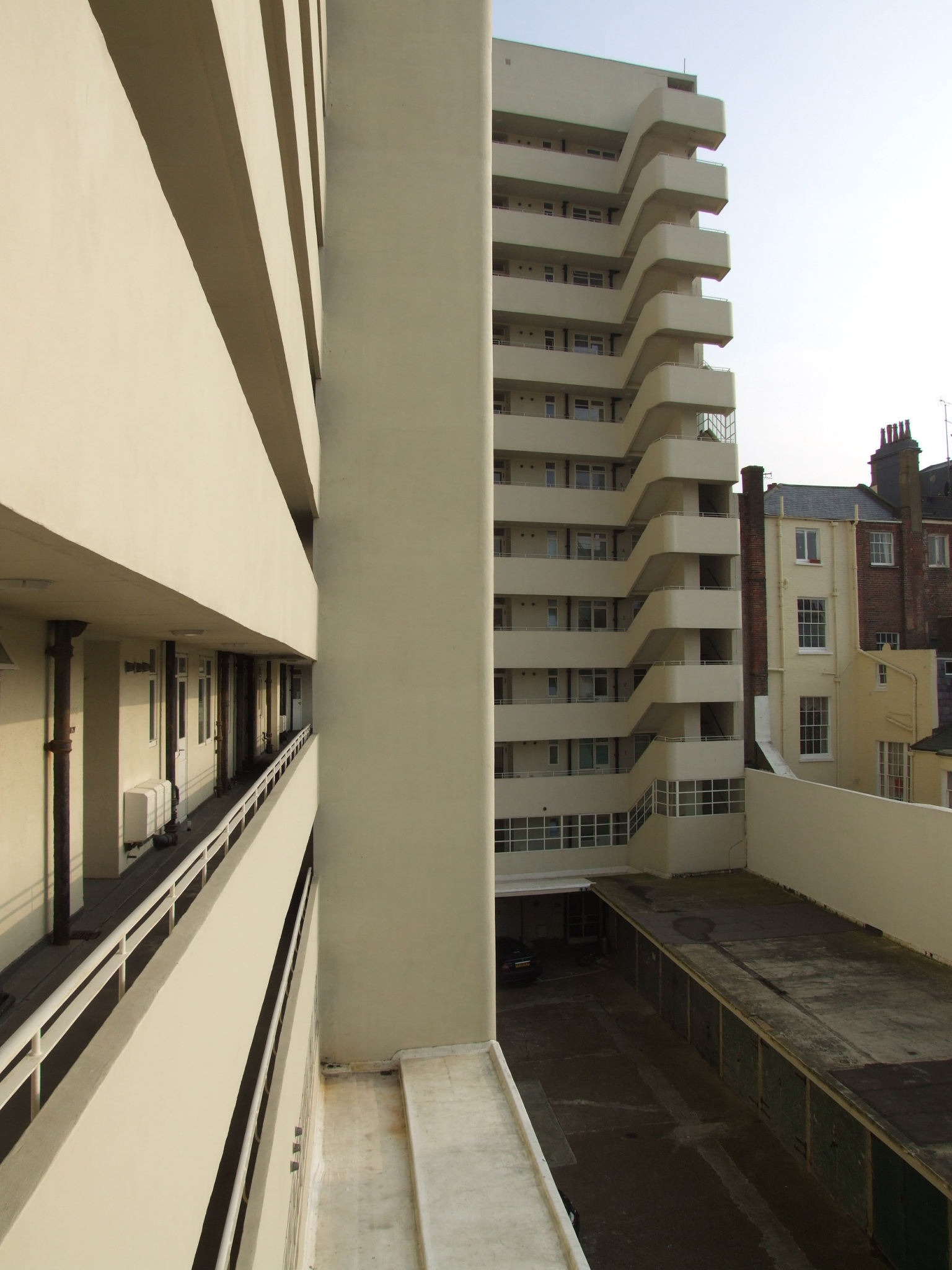

## Kända hyresgäster
- Graham Greene
- Max Miller
- Keith Waterhouse
- Rex Harrison